# Gura Șuții
Gura Şuţii é uma comuna romena localizada no distrito de Dâmboviţa, na região de Muntênia. A comuna possui uma área de 27.28 km² e sua população era de 5380 habitantes segundo o censo de 2007.